# Bułgarski Związek Turystyczny

Emblemat związku

Bułgarski Związek Turystyczny, bułg. Български туристически съюз, БТС (Byłgarski turisticzeski syjuz, BTS) – niezależne, niepartyjne i pozarządowe stowarzyszenie o idealistycznych celach, założone 27 sierpnia 1895 na Czarnym Wierchu w Witoszy pod kierownictwem pisarza Aleko Konstantinowa („Sztastliwec” – Szczęściarz). Aleko Konstantinow jest patronem związku.

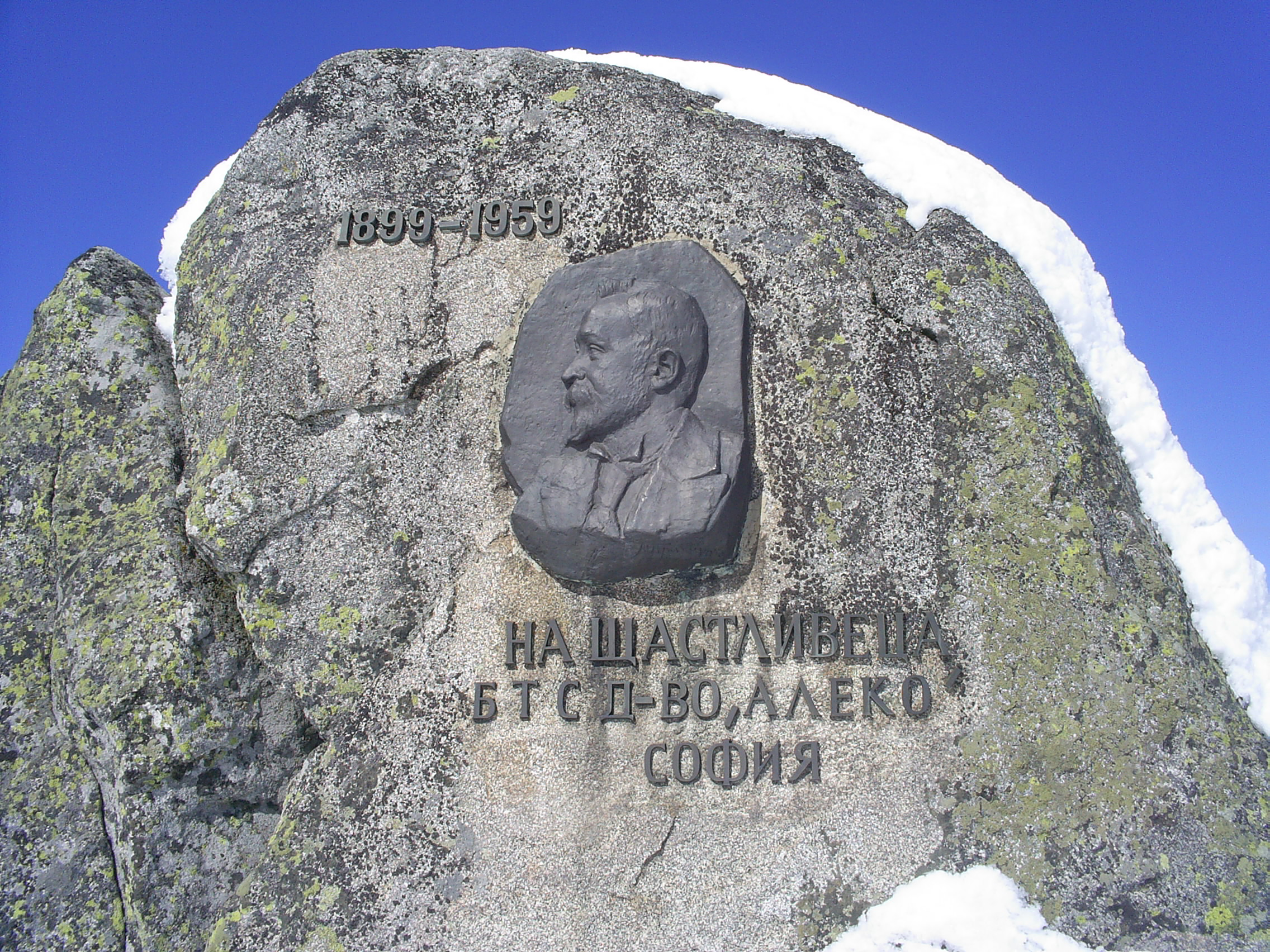
Pomnik Aleki – symbol BTS na Czernim wrychu

Członkami związku mogą być tylko osoby fizyczne lub bułgarskie osoby prawne. Związek propaguje rozwijanie różnych form turystyki i odpoczynku, działalności patriotycznej, proprzyrodniczej i ekologicznej. Promuje specyficzne sporty, jak alpinizm, biegi na orientację, speleologię. Jedną z inicjatyw związku jest 100 obiektów turystycznych Bułgarii, ze swoim początkiem w 1966.
BTS rozporządza łącznie 410 obiektami, z których 219 to schroniska z 13 062 łóżkami, schrony – 26 szt. z 283 łóżkami, domy – 33 szt. z 2394 łóżkami, 33 sypialnie turystyczne z 1296 łóżkami, kempingi – 13 szt. z 383 łóżkami.
Oficjalne święto organizacji obchodzi się w ostatnią niedzielę sierpnia.
Organy prasowe: dziennik Echo i czasopismo Byłgarski turist (Bułgarski Turysta).

## Historia

### Pierwszy etap (1895-1944)
27 sierpnia 1895, po wejściu na Czarny Wierch w masywie górskim Witosza, utworzono Klub Bułgarskich Turystów. Stało się to z inicjatywy Aleko Konstantinowa. Ogłoszenie o założeniu klubu zostało wydrukowane w gazecie „Zname” (Nr 99 z 23 sierpnia 1895) i było zaadresowane do wszystkich miłośników bułgarskiej przyrody. Odpowiedziało nań 300 osób z całego przekroju bułgarskiego społeczeństwa.
Po zabójstwie Konstantinowa działalność klubu zamarła. Został reaktywowany 23 sieopnia 1899 jako Pierwsze Bułgarskie Stowarzyszenie Turystów. Uchwalono statut, wytyczono cele, zadania i program. Rozpoczęła się aktywna działalność organizatorska i kulturowa. Na początku XX wieku w całej Bułgarii szybko powstawały oddziały stowarzyszenia. Założono Związek Młodych Turystów.
Etap ten charakteryzował się powstawaniem nowych oddziałów związku, przyjmowaniem głównych typów działalności turystycznej: pielęgnacja i zachowanie otaczającego środowiska, znakowanie szlaków turystycznych, budowa schronisk. Rozwijały się podstawy alpinizmu i speleologii. Założono pierwsze oddziały ratownictwa górskiego, a także turystyczne chóry.

### Drugi etap (1944-1956)
Na początku 1945 Bułgarski Związek Turystów i Związek Młodych Turystów połączyły się w Ludowy Związek Turystów. W tym czasie organizowano pierwsze „wycieczkowe letniska”, pojawiła się Centralna Szkoła Alipinistyczna „Malewica”. Pierwszy raz miało miejsce narodowe przejście turystyczne „Kom - Emine” (1953), którego trasa obecnie jest częścią turystycznego szlaku E-8. Organizowano pierwsze zawody na orientację (1954) i pierwszy spływ po Dunaju.

### Trzeci etap (1956-1989)
Republikańskie sekcje turystyki i alpinizmu oddzieliły się od Najwyższego Komitetu Kultury Fizycznej i Sportu (WKFS) i znów przyłączyły się do Bułgarskiego Związku Turystycznego jako kontynuatorzy dzieła pierwszych założycieli, ze związkami turystycznymi – spadkobiercami oddziałów BTS. Eksplorowano liczne jaskinie, wąwozy i góry w Bułgarii i innych krajach. Założono federacje turystyki, alpinizmu, speleologii, ochrony przyrody i biegów na orientację. Wybudowano mnóstwo obiektów. Państwowe struktury aktywnie wspierały ruch turystyczny.
W 1984 bułgarska wyprawa alpinistyczna pokonała Mount Everest. Christo Prodanow pobił rekord świata we wspinaczce na jego południowo-zachodni grzbiet, bez maski tlenowej.

### Czwarty etap (od 10 listopada 1989)
Gwałtownie obcięto finansowanie państwowe. Zmniejszyła się liczba organizacji, kadry starzały się, schroniska niszczały i były rozkradane. Młodzi ludzie woleli miejskie środowisko. Na początku XXI wieku zaczął się nowy wzrost ruchu turystycznego. Obecnie utrzymuje się 2150 km znakowanych szlaków w bułgarskiej części europejskich szlaków pieszych E-3, E-4 i E-8. Tworzy się ścieżki ekologiczne i centra informacji na podejściach w góry i w większych miastach. Wznowiono ruch Poznaj Bułgarię – 100 narodowych obiektów turystycznych i stosunki turystyczne z sąsiednimi krajami.

## Logo
Symbolem BTS jest stylizowana szarotka alpejska. Kwiaty te bardzo rzadko występują w Bułgarii, głównie w Pirynie i Starej Płaninie. Bułgarska nazwa kwiatu jest zapożyczona z języka niemieckiego: Еделвайс (Edelweiß).

## Europejskie szlaki piesze
BTS wspólnie z Europejskim Stowarzyszeniem Turystyki Wędrownej wspiera tzw. europejskie szlaki piesze. Trzy z nich prowadzą przez Bułgarię:
- Е-3: Ardeny – Rudawy – Karpaty – Stara Płanina – Morze Czarne, o długości około 8250 km. Jego częścią jest bułgarski szlak Kom - Emine.
- Е-4: Gibraltar – Pireneje – Alpy – Karpaty – Riła – Piryn – Olimp – Cypr, o długości około 10 000 km. Jego bułgarska część, znana jako „Cztery góry” zawiera Witoszę, Werilę, Riłę, Piryn i Sławjankę.
- Е-8: Ocean Atlantycki – Morze Północne – Ren – Men – Dunaj – Karpaty – Riła – Rodopy – Bosfor. W Bułgarii szlak ma długość około 600 km.

## Znani działacze
- Aleko Konstantinow (1863-1897), pisarz i społecznik
- Dimityr Peszew (1894-1973), prawnik i społecznik
- Kirił Wazow (1855-1943), lekarz i społecznik